# Miles Robinson
Miles Gordon Robinson (* 14. März 1997 in Arlington (Massachusetts)) ist ein US-amerikanischer Fußballspieler. Der Innenverteidiger steht aktuell beim FC Cincinnati unter Vertrag und spielt für die US-amerikanische Nationalmannschaft.

## Karriere

### Jugendzeit und College-Fußball
Miles Robinson wuchs in Arlington auf und begann mit vier Jahren mit dem Fußballspielen. Während seiner Zeit in der Arlington High School war er zudem Teil der Basketballmannschaft der Schule, da er bereits in der Jugendmannschaft der Boston Bolts Fußball spielte.
Im Jahr 2015 wechselte er schließlich in die NCAA-College-Fußballmannschaft von Syracuse Orange, wo er in seiner Debütsaison in allen 25 Spielen in der Startelf stand und dabei vier Tore erzielen konnte. In seiner zweiten Saison wurde Robinson zum Verteidiger des Jahres in der ACC gewählt, absolvierte alle 17 Spiele für Syracuse und erzielte weitere vier Tore.
Am 10. Dezember 2016 wurde Robinson, zusammen mit Gordon Wild und Julian Gressel, seinen zukünftigen Teamkollegen bei Atlanta United, in das All-America Team der NCAA Division berufen.

### Boston Bolts
Nach der College-Saison 2015 wechselte Robinson in die Premier Development League zu den Boston Bolts, der Profimannschaft seines ehemaligen Jugendvereins. Er debütierte am 21. Mai 2016 gegen FA Euro New York, welches die Boston Bolts mit 3:1 gewinnen konnten.
Insgesamt bestritt er für Bosten sechs Spiele und wurde nach der Saison von der United Soccer League zum besten College-Verteidiger gewählt.

### Atlanta United
Am 4. Januar 2017 entschied sich Robinson dafür Syracuse vorzeitig zu verlassen und wurde in die Generation Adidas, einem Joint Venture zwischen der MLS und dem Fußballverband der USA, aufgenommen, wodurch er am MLS SuperDraft 2017 teilnehmen konnte.
Robinson wurde im Draft am 13. Januar von Atlanta United gezogen und unterzeichnete einen Vertrag für die erste Mannschaft.

### Leihe zu Charleston Battery
Am 23. Mai 2017 wechselte Robinson, nachdem er für Atlanta bisher nur auf der Bank gesessen hatte, für die zweite Saisonhälfte auf Leihbasis zu Charleston Battery. Nur zwei Tage später gab er beim 1:0-Auswärtssieg gegen Bethlehem Steel sein Profidebüt. Am 26. Juli erzielte er, beim  2:2-Unentschieden gegen die Pittsburgh Riverhounds, sein erstes Profitor.

### Rückkehr zu Atlanta United
Nach seiner Rückkehr wurde Robinson zunächst zu Atlanta United 2, dem Farmteam von Atlanta United, versetzt.
Am 7. April 2018 bestritt er schließlich beim 5:0-Sieg gegen den Los Angeles FC, sein erstes Ligaspiel für die erste Mannschaft von Atlanta. In der Spielzeit 2018 absolvierte er jedoch nur insgesamt 14 Spiele für den Klub.
In der Folgesaison gelang Robinson unter dem neuen Cheftrainer Frank de Boer schließlich der Durchbruch. Am 21. Februar 2019 gab er bei der 1:3-Niederlage gegen CS Herediano, sein internationales Debüt in der CONCACAF Champions League. Am 18. Juni erzielte er sein erstes Pflichtspieltor für Atlanta United beim 3:2-Sieg gegen Columbus Crew im U.S. Open Cup. Unter de Boer entwickelte sich Robinson zum Stammspieler in der Verteidigung und stand in der regulären Saison in 33 von 34 Spielen in der Startelf.
Am 8. Oktober 2019 unterzeichnete er einen neuen, bis 2023 gültigen Vertrag.
Am 4. August 2021 wurde Robinson dazu berufen, die Major League Soccer im MLS All-Star Game gegen die Liga MX All-Stars zu vertreten. Er wurde während des Spiels am 25. August im Banc of California Stadium in Los Angeles eingewechselt, welches die MLS All-Stars im Elfmeterschießen mit 3:2 gewinnen konnten.
Am 7. Mai 2022 riss sich Robinson während eines MLS-Spiels gegen Chicago Fire die linke Achillessehne, was ihn trotz erfolgreicher Operation voraussichtlich daran hindern wird, bei der bevorstehenden Weltmeisterschaft 2022 zu spielen.

### FC Cincinnati
Zur Saison 2024 wechselte er zum FC Cincinnati.

## Nationalmannschaft
Nach einigen Spielen für die U20 und U23 Nationalmannschaften der USA, wurde Robinson im August 2019 erstmals für zwei Testspiele in den Kader der US-amerikanischen Fußballnationalmannschaft berufen und gab am 6. September gegen Mexiko sein Debüt.
Im Juli 2021 wurde Robinson in den 23-Mann-Kader der USA für den CONCACAF Gold Cup 2021 berufen.
Er lief in allen sechs Spielen von Anfang an auf und verpasste keine Minute. Am 1. August erreichten die Vereinigten Staaten schließlich das Endspiel, welches man gegen Mexiko mit 1:0 gewinnen konnte. Robinson erzielte in der 117. Minute der Verlängerung den entscheidenden Siegtreffer.

## Erfolge

### Atlanta United
- MLS Cup: 2018
- U.S. Open Cup: 2019
- Campeones Cup: 2019

### Nationalmannschaft
- CONCACAF Gold Cup: 2021

### Individuell
- ACC Defender of the Year: 2016
- MLS Best XI: 2019, 2021
- CONCACAF Gold Cup Best XI: 2021
- MLS All-Star: 2021